# Покотиловка
Покоти́ловка (укр. Покотилівка) — посёлок, Покотиловский поселковый совет, Харьковский район, Харьковская область, Украина. В 2012 году часть посёлка вошла в городскую черту Харькова.
Является административным центром Покотиловского поселкового совета, в который не входят другие населённые пункты.

## Географическое положение
Посёлок городского типа Покотиловка находится на правом берегу реки Уды,
выше по течению и на противоположном берегу расположен город Харьков,
ниже по течению примыкает пгт Бабаи.

## Рельеф
Правый берег реки Уды, на котором находится посёлок Покотиловка, является возвышенным. От реки происходит постепенное поднятие в западном направлении, вследствие чего центральная часть Покотиловки выше, чем район Карачёвки, который находится ближе к реке Уды. Благодаря особенностям рельефа связывают происхождение названия посёлка Покотиловка.

## История

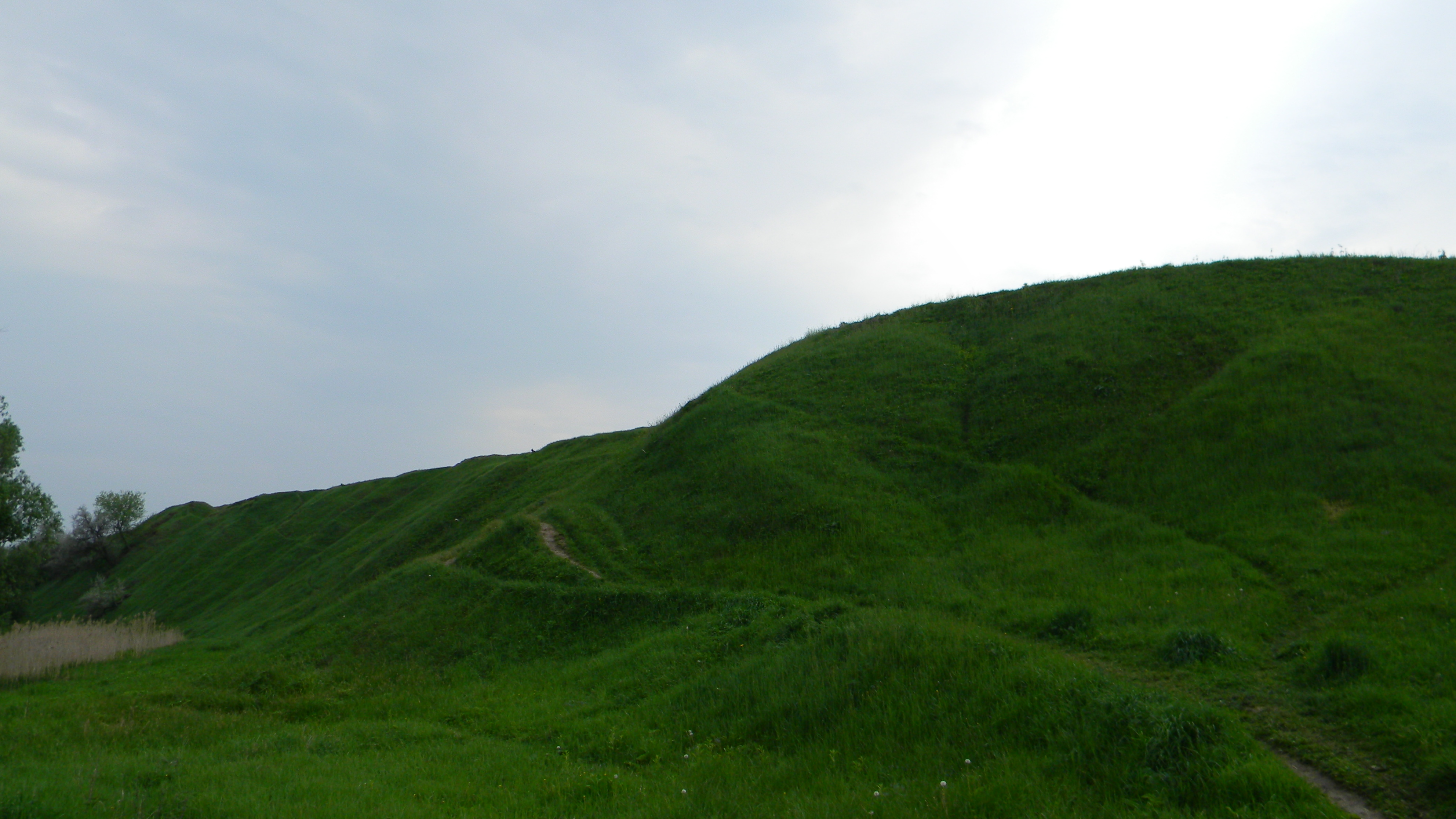
Вид на посад Донецкого городища со стороны реки

- В VIII веке н. э. на территории современного посёлка Покотиловка на границе с Харьковом (Харкой, Харьхой) был основан древний город Донец (Донецкое городище), который являлся пограничной крепостью Северского княжества. В XIII веке (1239? году) город Донец был разрушен монголо-татарами во время их нашествия на Русь.
- Середина XVII вв. — первые упоминания поселка Покотиловка.
- В XVIII веке рядом с Донецким городищем было основано село Карачёвка (с 1959 — часть Покотиловки). На военно-топографической карте Ф. Ф. Шуберта городище обозначено как «Урочище городище Донецкое», близ которого (в районе нынешнего Покотиловского лицея № 2) располагался хутор Щербачевой[4].
- Во время Великой Отечественной войны с октября 1941 до 25 августа 1943 село находилось под немецкой оккупацией[5]. День освобождения является днём посёлка и празднуется 25 августа.
- После поражения Третьего рейха в Курской битве началось наступление советских войск. 16 августа 1943 года при освобождении Харькова от немецкой оккупации командующий Степным фронтом Советской армии И. С. Конев поставил задачу[6] Пятой гвардейской танковой армии (командир Павел Ротмистров), находившейся в тот момент в Дергачёвском районе, окружить немецкую Харьковскую группировку с юго-запада: ударом через Гавриловку-Коротич-Рай-Еленовку на Покотиловку[7] соединиться с наступавшей с северо-востока 7-й гвардейской армией и с востока — 57-й армией в районе Высокий-Карачёвка-Бабаи,[7] замкнув кольцо. Окружение осуществить не удалось.[8]

В 1959 был присвоен статус посёлок городского типа путём объединения посёлков Покотиловка и Карачёвка.
В 1966 году население составляло 9700 человек, в посёлке работали Карачёвский сельскохозяйственный техникум, 4 школы, две библиотеки, клуб, детская музыкальная студия, больница, детский дом для детей с болезнями кости и туберкулёза.
В 2012 часть поселка (совхоз) присоединена к Харькову.
В январе 1989 года численность населения составляла 11 196 человек, по данным переписи 2001 года — 10 350 человек, на 1 января 2013 года — 9849 человек.
На начало 2020 года население составило 9394 человек..

## Экономика
- Типография «Polyemos».
- Детский оздоровительный лагерь «Березка» (выставлен на продажу).
- Бабаевское лесничество.
- ООО «Мивали» (Швейное предприятие).

## Объекты социальной сферы
- Детский сад.
- 2 лицея.
- Магазин 1000 мелочей.
- Магазин аксессуаров и сервисный центр «ЯЩИК STORE»
- Клуб.
- Почтовое отделение.
- Отделение «Новой почты».
- Поликлиника.
- РайСЭС.
- Станция скорой помощи.
- Аптеки, 4 шт.
- Покотиловская станция юных натуралистов.
- Библиотеки: взрослая и детская.
- Филиалы музыкальной и художественной школ.
- Супермаркет «Посад».
- Филиал спортивного клуба карате «Бушидо Харьков» (в помещении лицея «Проминь»).
- Харьковский районный суд Харьковской области.
- Покотиловская детская библиотека-филиал № 3.
- Филиал Федерации Кандзен Будзюцу Карате до — Карате клуб «Маленький тигр».

## Транспорт
Через поселок проходит железная дорога, станции Покотиловка и Карачевка.
Рядом проходит автомобильная дорога М-18 (E 105).
- 4 автобусных маршрута.
- Маршрут № 1605 Харьков — Покотиловка — длина рейса составляет 17 км (40 мин в пути).

## Достопримечательности
- Донецкое городище — историко-археологический памятник VIII—XIII в.в.
- Памятник жертвам Голодомора 1932—1933 гг.
- Братская могила воинам-освободителям Покотиловки (находится в центральном парке).
- Памятник покотиловцам ликвидаторам Чернобыльской аварии (находится в центральном парке).
- Памятник В. И. Ленину (в феврале 2014 года был снесён).

## Религия
- Православная церковь Троицы Живоначальной.
- Греко-католический храм Покрова Пресвятой Богородицы.